# Sierra de San Just
Sierra de San Just är en bergskedja i Spanien.   Den ligger i provinsen Provincia de Teruel och regionen Aragonien, i den östra delen av landet, 250 km öster om huvudstaden Madrid.